# Kai (Yamanashi)
Kai (jap. 甲斐市 Kaishi) ist eine Stadt in der Präfektur Yamanashi (=Provinz Kai) in Japan.

## Geographie
Kai liegt östlich von Hokuto und westlich von Tokio und Kōfu.

## Geschichte
Die Stadt Kai wurde am 1. September 2004 aus den ehemaligen Gemeinden Futaba, Ryūō und Shikishima gegründet.

## Verkehr
- Straße:
  - Chūō-Autobahn
  - Nationalstraße 20, nach Tōkyō oder Shiojiri
  - Nationalstraße 52
- Zug:
  - JR Chūō-Hauptlinie nach Tokio oder Nagoya

## Angrenzende Städte und Gemeinden

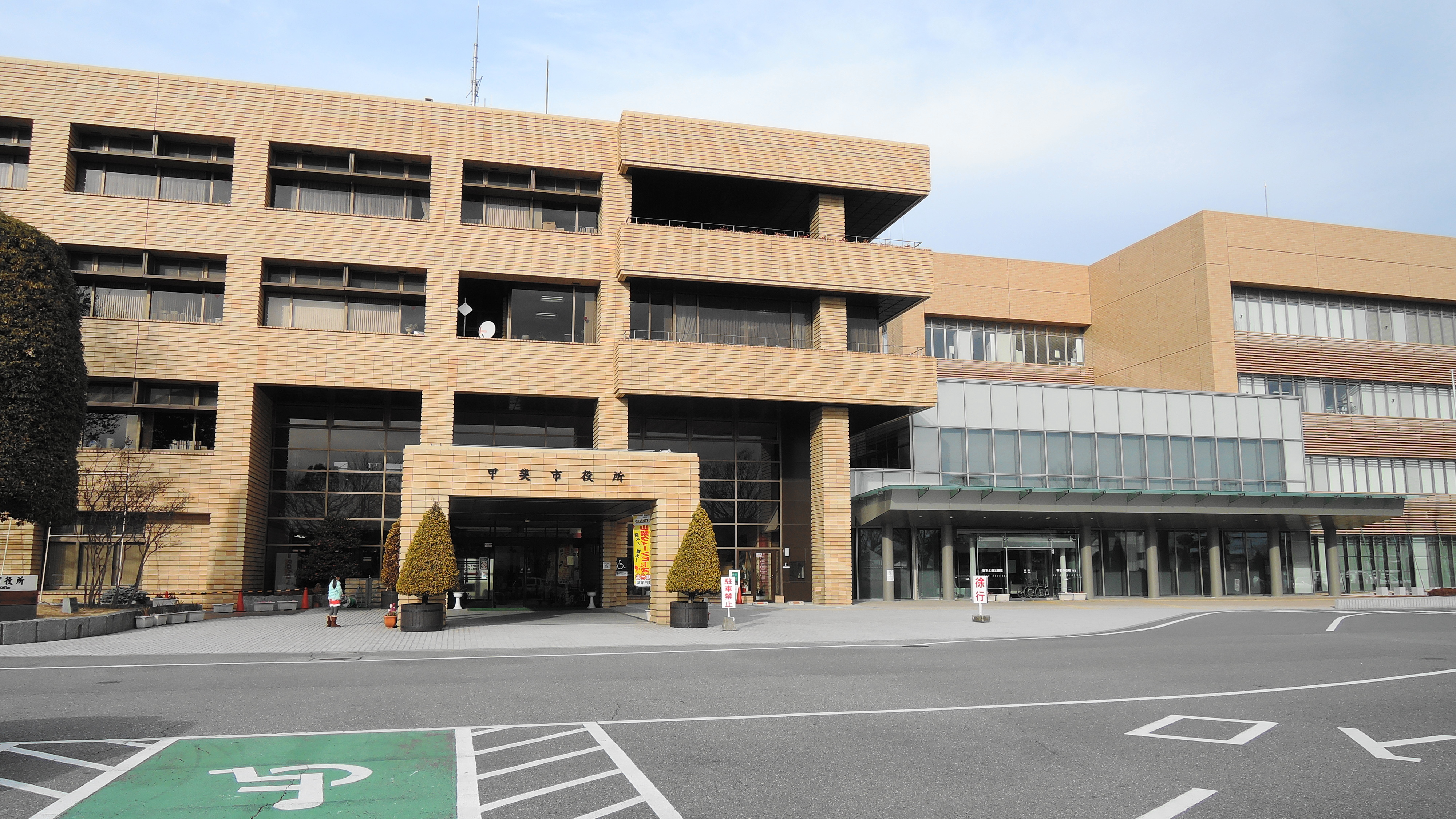
Rathaus

- Kōfu
- Hokuto
- Nirasaki
- Minami-Alps